# Seconda battaglia di Kut
La seconda battaglia di Kut venne combattuta il 23 febbraio 1917 tra l'esercito ottomano e quello britannico a Kut, in Mesopotamia (nell'attuale Iraq).

## Contesto
La battaglia rientra nell'ambito dell'avanzata britannica verso Baghdad, iniziata nel dicembre 1916. Le forze britanniche erano composte da circa 50 000 uomini, provenienti principalmente dall'India britannica, organizzati in due corpi d'armata.

## La battaglia
Il 23 febbraio 1917 l'esercito britannico guidato da Stanley Maude riuscì a conquistare la città di Kut ma la guarnigione ottomana (al contrario di quanto accaduto l'anno prima al generale Charles Townshend durante l'assedio di Kut) guidata dal comandante Kazim Karabekir riuscì a ritirarsi ordinatamente lungo il fiume Tigri.

## Conseguenze
Dopo la vittoria a Kut Maude proseguì l'avanzata e il 27 febbraio era già nei pressi di Aziziyeh. Qui accumulò circa tre giorni di provviste e proseguì verso Baghdad.